# Nils Eriksson (befallningsman)

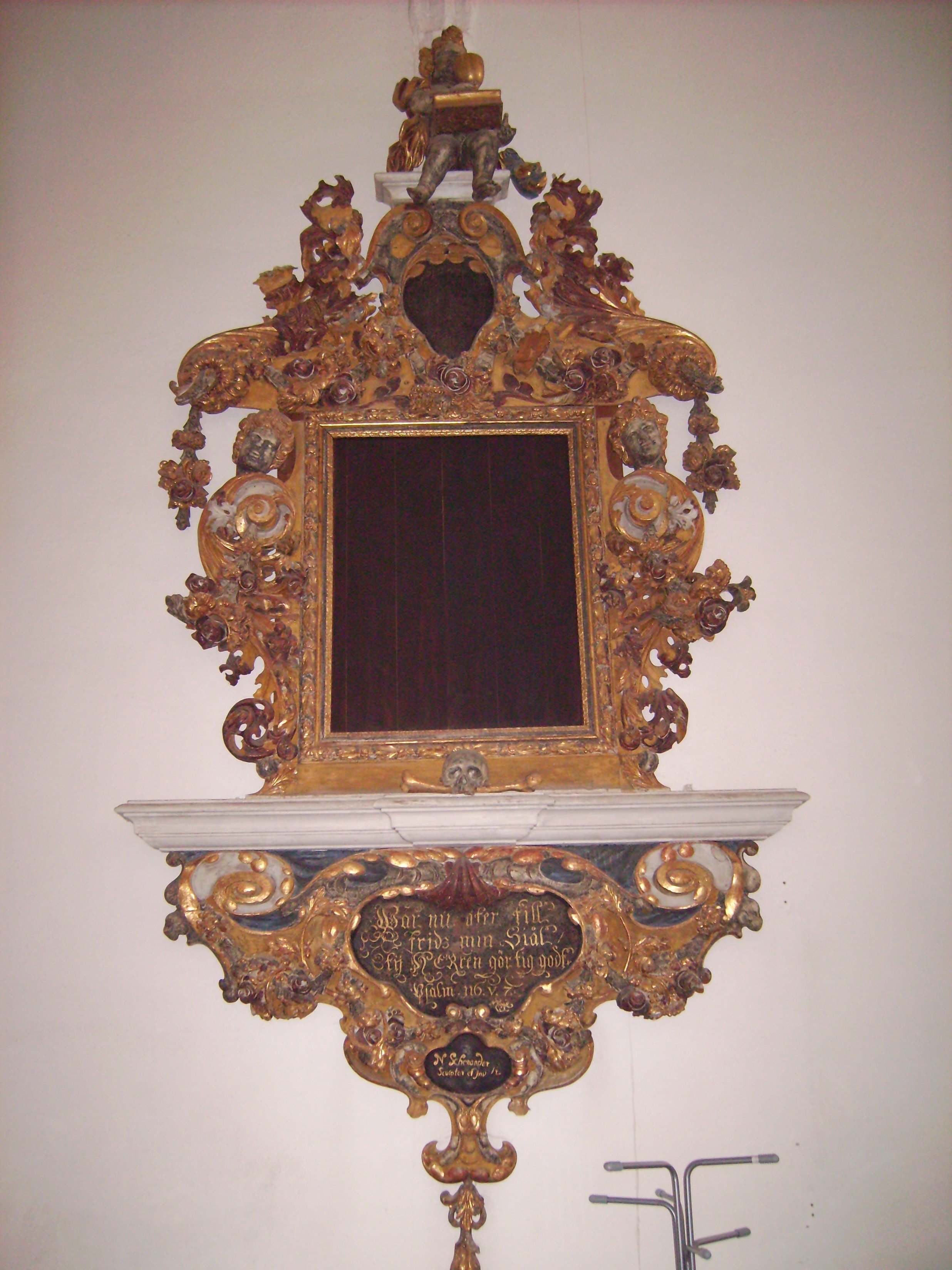
Epitafium i Vårfrukyrkan

Nils Eriksson, född 1621. Han var befallningsman på Vadstena slott.

## Biografi
Eriksson var son till odalmanen Eric Olsson och Elisabeth Arvidsdotter. Eriksson blev 1650 varierande rådman i Skänninge stad. 1651 blev han borgare, tullförvaltare och handelsman i staden. 1656 sålde han sin gård till Hieronimus Jöransson Berengoo. Eriksson var befallningsman på Vadstena slott. 1669 bodde han på Vistena i Allhelgona socken.

### Familj
Eriksson gifte sig första gången med Karin.
Eriksson var gift med Sara Jonsdotter. De fick tillsammans barnen Karin (född 1652), Jonas (död 1653) och Erik (1660-1739).